# 1689 год
1689 (ты́сяча шестьсо́т во́семьдесят девя́тый) год  по григорианскому календарю — невисокосный год, начинающийся в субботу. Это 1689 год нашей эры, 9‑й год 9‑го десятилетия XVII века 2‑го тысячелетия, 10‑й год 1680‑х годов. Он закончился 336 лет назад.
| Пн | Вт | Ср | Чт | Пт | Сб | Вс |
|    |    |    |    |    | 1  | 2  |
| 3  | 4  | 5  | 6  | 7  | 8  | 9  |
| 10 | 11 | 12 | 13 | 14 | 15 | 16 |
| 17 | 18 | 19 | 20 | 21 | 22 | 23 |
| 24 | 25 | 26 | 27 | 28 | 29 | 30 |
| 31 |    |    |    |    |    |    |

| Пн | Вт | Ср | Чт | Пт | Сб | Вс |
|    | 1  | 2  | 3  | 4  | 5  | 6  |
| 7  | 8  | 9  | 10 | 11 | 12 | 13 |
| 14 | 15 | 16 | 17 | 18 | 19 | 20 |
| 21 | 22 | 23 | 24 | 25 | 26 | 27 |
| 28 |    |    |    |    |    |    |

| Пн | Вт | Ср | Чт | Пт | Сб | Вс |
|    | 1  | 2  | 3  | 4  | 5  | 6  |
| 7  | 8  | 9  | 10 | 11 | 12 | 13 |
| 14 | 15 | 16 | 17 | 18 | 19 | 20 |
| 21 | 22 | 23 | 24 | 25 | 26 | 27 |
| 28 | 29 | 30 | 31 |    |    |    |

| Пн | Вт | Ср | Чт | Пт | Сб | Вс |
|    |    |    |    | 1  | 2  | 3  |
| 4  | 5  | 6  | 7  | 8  | 9  | 10 |
| 11 | 12 | 13 | 14 | 15 | 16 | 17 |
| 18 | 19 | 20 | 21 | 22 | 23 | 24 |
| 25 | 26 | 27 | 28 | 29 | 30 |    |

| Пн | Вт | Ср | Чт | Пт | Сб | Вс |
|    |    |    |    |    |    | 1  |
| 2  | 3  | 4  | 5  | 6  | 7  | 8  |
| 9  | 10 | 11 | 12 | 13 | 14 | 15 |
| 16 | 17 | 18 | 19 | 20 | 21 | 22 |
| 23 | 24 | 25 | 26 | 27 | 28 | 29 |
| 30 | 31 |    |    |    |    |    |

| Пн | Вт | Ср | Чт | Пт | Сб | Вс |
|    |    | 1  | 2  | 3  | 4  | 5  |
| 6  | 7  | 8  | 9  | 10 | 11 | 12 |
| 13 | 14 | 15 | 16 | 17 | 18 | 19 |
| 20 | 21 | 22 | 23 | 24 | 25 | 26 |
| 27 | 28 | 29 | 30 |    |    |    |

| Пн | Вт | Ср | Чт | Пт | Сб | Вс |
|    |    |    |    | 1  | 2  | 3  |
| 4  | 5  | 6  | 7  | 8  | 9  | 10 |
| 11 | 12 | 13 | 14 | 15 | 16 | 17 |
| 18 | 19 | 20 | 21 | 22 | 23 | 24 |
| 25 | 26 | 27 | 28 | 29 | 30 | 31 |

| Пн | Вт | Ср | Чт | Пт | Сб | Вс |
| 1  | 2  | 3  | 4  | 5  | 6  | 7  |
| 8  | 9  | 10 | 11 | 12 | 13 | 14 |
| 15 | 16 | 17 | 18 | 19 | 20 | 21 |
| 22 | 23 | 24 | 25 | 26 | 27 | 28 |
| 29 | 30 | 31 |    |    |    |    |

| Пн | Вт | Ср | Чт | Пт | Сб | Вс |
|    |    |    | 1  | 2  | 3  | 4  |
| 5  | 6  | 7  | 8  | 9  | 10 | 11 |
| 12 | 13 | 14 | 15 | 16 | 17 | 18 |
| 19 | 20 | 21 | 22 | 23 | 24 | 25 |
| 26 | 27 | 28 | 29 | 30 |    |    |

| Пн | Вт | Ср | Чт | Пт | Сб | Вс |
|    |    |    |    |    | 1  | 2  |
| 3  | 4  | 5  | 6  | 7  | 8  | 9  |
| 10 | 11 | 12 | 13 | 14 | 15 | 16 |
| 17 | 18 | 19 | 20 | 21 | 22 | 23 |
| 24 | 25 | 26 | 27 | 28 | 29 | 30 |
| 31 |    |    |    |    |    |    |

| Пн | Вт | Ср | Чт | Пт | Сб | Вс |
|    | 1  | 2  | 3  | 4  | 5  | 6  |
| 7  | 8  | 9  | 10 | 11 | 12 | 13 |
| 14 | 15 | 16 | 17 | 18 | 19 | 20 |
| 21 | 22 | 23 | 24 | 25 | 26 | 27 |
| 28 | 29 | 30 |    |    |    |    |

| Пн | Вт | Ср | Чт | Пт | Сб | Вс |
|    |    |    | 1  | 2  | 3  | 4  |
| 5  | 6  | 7  | 8  | 9  | 10 | 11 |
| 12 | 13 | 14 | 15 | 16 | 17 | 18 |
| 19 | 20 | 21 | 22 | 23 | 24 | 25 |
| 26 | 27 | 28 | 29 | 30 | 31 |    |

## События

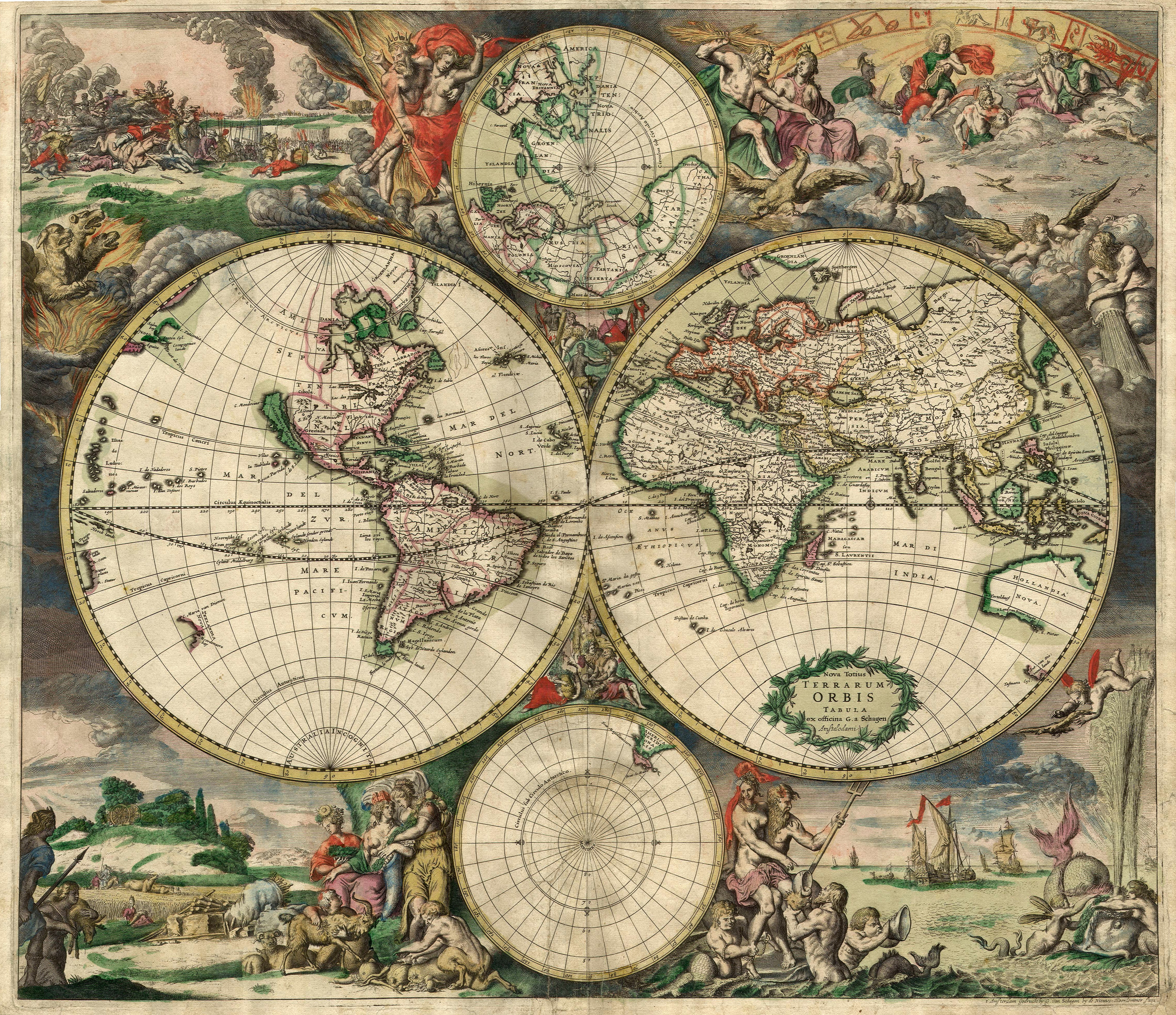
Карта, созданная в Амстердаме в 1689 году

- 1683—1699 — Австро—турецкая война (часть Великой турецкой войны)[1].
  - 30 августа — сражение при Патачине[2].
  - 24 сентября — сражение у Ниссы[2].
  - 25 октября — пожар в Скопье[3].
  - Октябрь — восстание Карпоша[4].
- 1683—1699 — Польско—турецкая война (часть Великой турецкой войны)[5].
  - В ходе Австро-Турецкой войны в конце года австрийцы стали терпеть поражения от турок и отступили. Из Сербии бежало в австрийские владения около 60-70 тыс. чел. Подавление турками восстаний в Сербии и Македонии.

- 1684—1699 — Турецко-венецианская война (часть Великой турецкой войны)[6].
- 1686—1700 — Русско-турецкая война (часть Великой турецкой войны)[7].
- 1688—1697 — война Франции с Аугсбургской лигой[8].
  - 11 мая — морское сражение при бухте Бентри[9].
  - 25 августа — битва при Валькуре[10].
- 1688—1697 — первая ойрато-маньчжурская война между ойратским Джунгарским ханством и маньчжурской империей Цин за контроль над территориями Халхи[11].
- 1689—1697 — Война короля Вильгельма. Боевые действия в Северной Америке, проходившие во время войны Аугсбургской лиги. Первый из франко-английских конфликтов в Северной Америке[12].
- 30 марта — сожжение на рыночной площади Варшавы литовского дворянина Казимира Лыщинского, обвинённого иезуитами в атеизме.
- 31 мая — восставшие во главе с Джейкобом Леслером захватили форт Нью-Йорк в Америке и создали собственное правительство. Восстание Леслера подавлено британской армией в 1691 году[13].
- 6 октября — избран Папа Римский Александр VIII.
- Октябрь — восстание Карпоша. Антитурецкое восстание на территории современных Болгарии и Республики Македонии[14].
- Крестьянское восстание в Чехии (район Коуржима).

### Англия
- 1689—1691 — началась Война двух королей. Военный конфликт в Ирландии между Вильгельмом III и Яковом II. Война явилась последствием Славной революции[15].
- Март 1689—февраль 1692 — Якобитское восстание. Мятеж в Шотландии, поднятый с целью восстановить на престоле Иакова II (после его свержения в ноябре 1688 года)[16].
- Конец января — парламент-конвент избрал Вильгельма Оранского и Марию на пустующий английский престол.
  - 13 февраля — Конвент принял «Декларацию прав».
- 3 июня — Акт о веротерпимости, предоставлявший доступ к должностям протестантам-диссентерам.
- Осень — «Декларация прав» превращена в «Билль о правах»[17].
- Англия вступает в «Аугсбургскую лигу» и начинает войну с Францией.

## Русское государство
Правление: правительница Софья Алексеевна (до августа) Иван V и Пётр I
- 27 января (6 февраля) — венчание в церкви царского загородного дворца в селе Преображенское (близ Москвы) Петра I Алексеевича с его первой женой Евдокией Фёдоровной Лопухиной. Невесту сыну Петру выбрала его мать царица Н.К. Нарышкина в 1688 году, которая стремилась опереться на популярный среди стрельцов род Лопухиных[18].
- Второй Поход русской армии В.В. Голицына против Крымского ханства[19]. 
  - В этом году осложнилась внешнеполитическое положение Русского государства. Вопреки условиям "Вечного мира" 1686 года, Речь Посполитая начали мирные переговоры с Османской империей[19].
  - Весна — русские войска начали сбор в различных городах (решение о походе принято в 1688 году)[19].
  - 15—18 (25—28) апреля — русские войска (около 112 тыс. чел) соединились на р. Орель, артиллерия насчитывала 350 орудий[19].
  - 20 (20) апреля — к русскому войску присоединился отряд (около 40 тыс. чел.) гетмана Левобережной Украины И.С. Мазепа[19].
  - Для отражения наступления русской армии Селим I Гирей собрал войско до 160 тыс. человек[19].
  - 13 (23) мая — на русский лагерь расположенный на р. Коирка, напал крымских отряд (10 тыс. чел.)[19].
  - 14 (24) мая — основные силы крымских татар атаковали армию Голицына у урочища Чёрная долина, но понеся большие потери от огня русской артиллерии, отступили[19].
  - 20 (30) мая — отбивая атаки крымской конницы русские войска подошли к Перекопу[19].
  - Май — главные силы татар окружили русскую армию, но их атаки были отражены преимущественно огнём артиллерии[19].
  - Голицын вступил в переговоры выдвинув требования вернуть всех русских пленников захваченных при крымских набегах, прекратить сами набеги, отказаться от дани, не нападать на Речь Посполитую и не помогать Османской империи[19].
  - 22 мая (1 июня) — требования были отвергнуты ханом[19].
  - Мощь перекопских укреплений и тот факт, что русское войско было ослаблено болезнями и безводьем, заставило Голицына отступить, бросив часть орудий[19].
  - 29 мая (8 июня) — преследуемые татарской конницей  русское войско достигло южных рубежей Русского государства[19].
  - 19 (29) июня — русское войско было распущено, а правительство Софьи Алексеевны торжественно встретило Голицына при его прибытии в Москву[19].
- Лето — Начало переговоров России и Китая в Нерчинске[20].
  - 27 августа — подписан Нерчинский договор России с Китаем. Левый берег Амура оставался за маньчжурами[20].
- Лето — Софья Алексеевна предъявила матери Петра I Натальи Кирилловне Нарышкиной обвинение в заговоре[21].
- Начало августа — Шакловитый Фёдор Леонтьевич, получив сообщение о якобы готовящемся нападении на Московский Кремль потешных конюхов "младшего" царя Петра I, усиливает охрану Москвы, чем, в свою очередь, спровоцировал последующее бегство государя из села Преображенское в Троице-Сергиев монастырь[22].
- Август — Софья Алексеевна ввела в Московский кремль свыше 200 стрельцов, чем насторожила Петра I опасавшегося потерять престол[23].
- Август — Пётр I бежит в Троице-Сергиев монастырь. За ним последовала мать Н.К Нарышкина и жена Е.В. Лопухина. К Петру прибывают из столицы свыше 120 человеке московских чинов и свыше 900 стрельцов различного ранга[21][22].
- Август — Троекуров Иван Борисович сообщил Петру I о желании Софьи Алексеевны помириться с братом, а ей передал указы царя о запрете приезжать в Троице-Сергиев монастырь и о заключении её в Новодевичий монастырь[24].
- Август — свержение царевны Софьи в ходе военного переворота «потешных войск», начало самостоятельного правления Петра I.
- Август—сентябрь — по царскому приказу проведено следствие по делу о заговоре в пользу "старшего" царя Ивана V и царевны Софьи Алексеевны, с целью убийства Петра, его матери и лиц из ближайшего окружения[22].
- 3 (13) сентября — по приговору Боярской Думы Шакловитый Ф.Л. доставлен под стражей в Троице-Сергиев монастырь[22].
- Начало сентября — согласно показаниям бывшего главы Стрелецкого приказа Ф.Л. Шакловитого, Софья Алексеевна задумывалась над тем, чтобы самой венчаться на царство (см. 1687 год)[23].
- Сентябрь — по распоряжению Петра I, Софья Алексеевна заключена в Новодевичий монастырь[23].
- 9 (19) сентября — В.В. Голицын, занявший выжидательную позицию и промедливший с приказом Петра I немедленно прибыть в Троице-Сергиев монастырь, лишён боярства, его вотчины конфискованы, а сам он с семьёю отправлен в ссылку на Север, где прожил до конца своих дней (ум. 1714) в Еренском городке (сов. г. Яренск), затем в Мезени и Пинежском уезде[25].
  - Голицын Алексей Васильевич, сын В.В. Голицына, лишён званий, чинов и отправлен в ссылку, откуда возвращён в 1726 году[26].
- 11 (21) сентября — Шакловитый Ф.Л. признан виновным и казнён. Смертной казни подверглись два стрельца и Сильвестр (Медведев). Стрельцы в количестве 44 человек подвергнуты различным наказаниям[22].
- Декабрь — Московский собор. Поместный собор Русской церкви во главе с патриархом Иоакимом[27].
- В.В. Голицын, по всей видимости, подготовил проект собираясь внести серьёзные изменения в комплектование войска (возможно, отменить институт даточных людей), разрешить русским дворянам путешествовать за границу, улучшить положение представителей инославных вероисповеданий (прежде всего католиков и протестантов), отменить государственную монополию на содержание кабаков, а также на торговлю рядом продуктов, "освободить крестьян и предоставить им те земли, которые они обрабатывают в пользу царя, при условии ежегодного налога"[25].

### Города и поселения
- От пожара сильно пострадала военная крепость Терки[28].
- Получили 2-шатровую надстройку Воскресенские (Иверские) ворота Китай-города[29].
- Нерчинский острог укреплён и значительно расширен воеводой Головиным Фёдором Алексеевичем. С этого времени он именуется городом[20].
- Кузнецкий острог получает статус города (сов. Новокузнецк)[30].

### Руководители приказов[31]
| Года      | Приказ             | Ф,И,О главы                       | Примечания |
| --------- | ------------------ | --------------------------------- | ---------- |
| 1683-1689 | Стрелецкий приказ  | Шакловитый Фёдор Леонтьевич       |            |
| 1682—1689 | Иноземский приказ  | Голицын Василий Васильевич        | Боярин     |
| 1682—1689 | Рейтарский приказ  | Голицын Василий Васильевич        | Боярин     |
| 1682—1689 | Пушкарский приказ  | Голицын Василий Васильевич        | Боярин     |
| 1682-1689 | Поместный приказ   | Троекуров Иван Борисович          | Боярин     |
| 1689-1701 | Стрелецкий приказ  | Троекуров Иван Борисович          | Боярин     |
| 1689-1699 | Посольский приказ  | Украинцев Емельян Игнатьевич      |            |
| 1689-1697 | Аптекарский приказ | Одоевский Яков Никитич            | Боярин     |
| С 1689    | Расправный приказ  | Одоевский Яков Никитич            | Боярин     |
| 1676-1689 | Аптекарский приказ | Одоевский Никита Иванович         | Боярин     |
| 1688-1689 | Судный приказ      | Шереметев Пётр Васильевич Меньшой | Боярин     |
| 1689-1697 | Поместный приказ   | Шереметев Пётр Васильевич Меньшой | Боярин     |
| 1682-1689 | Оружейный приказ   | Шереметев Пётр Васильевич Большой | Боярин     |

#### Воеводы[36]
| Года        | Город     | Ф,И,О воеводы                       | Примечания |
| ----------- | --------- | ----------------------------------- | ---------- |
| Март-апрель | Астрахань | Салтыков Алексей Петрович           |            |
| 1689-1690   | Астрахань | Приимков-Ростовский Никита Иванович | Боярин     |
| 1689        | Берёзов   | Кишкин Тимофей Алексеевич           |            |
| 1689-1698   | Белгород  | Шереметев Борис Петрович            | Боярин     |

## Начало правления
См. также: Список глав государств в 1689 году
- 1689—1691 — Папа Александр VIII.
- 1689—1694 — королева Англии Мария II.
- 1689—1702 — король Англии Вильгельм III Оранский (штатгальтер Голландии).

## Родились
См. также: Категория:Родившиеся в 1689 году
- 22 октября — Жуан V, король Португалии с 1706 года (ум. 1750)
- Синесий (Иванов) — схиархимандрит иркутского Вознесенского монастыря, преподобный Русской церкви.

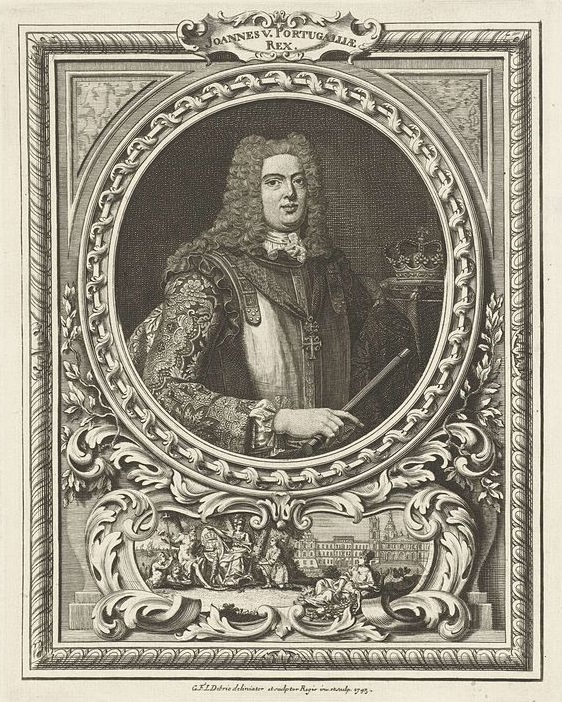
Жуан V

## Скончались
См. также: Категория:Умершие в 1689 году
- 12 (22) февраля — Одоевский Никита Иванович, русский государственный и военный деятель, дипломат, боярин (с 1640), ближний боярин (с 1645)[34].
- 12 августа — Иннокентий XI, Папа Римский
- 11 октября — Фёдор Леонтьевич Шакловитый, русский государственный деятель, военачальник и дипломат[22].